# Юбилей (фильм, 1944)
«Юбилей» — советская короткометражная комедия, снятая на киностудии «Мосфильм» по одноимённой пьесе-шутке А. П. Чехова. Сценарий и постановка Владимира Петрова. На экранах с 14 июля 1944 года.

## Сюжет
Готовятся торжества по случаю 15-летнего юбилея городского коммерческого банка. Председатель правления Шипучин собирается выступить с докладом на общем собрании вкладчиков. Составлением доклада для него занят пожилой, раздражительный бухгалтер Кузьма Хирин, мучимый тяжёлой простудой.
Бурные приготовления прерывает приезд болтливой супруги Шипучина, светской львицы Татьяны Алексеевны, а следом — надоедливой старухи Мерчуткиной, жены отставного губернского секретаря, которая принимается клянчить у банкира деньги, вычтенные из жалования её супруга.
В результаты череды событий Шипучин заболевает нервным расстройством и торжество откладывается…

## В ролях
- Виктор Станицын — Андрей Андреевич Шипучин, председатель банка
- Ольга Андровская — Татьяна Алексеевна, жена Шипучина
- Василий Топорков — Кузьма Николаевич Хирин, бухгалтер
- Анастасия Зуева — Настасья Фёдоровна Мерчуткина
- Сергей Ценин — генерал
- Владимир Грибков — член правления
- Сергей Блинников — швейцар
- Владимир Уральский — член банка (нет в титрах)
- Людмила Семёнова — шансонетка (нет в титрах)
- Михаил Мухин — член делегации (нет в титрах)

## Съёмочная группа
- Автор сценария и режиссёр-постановщик: Владимир Петров
- Второй режиссёр: Григорий Левкоев
- Оператор: Владимир Яковлев
- Художники: Владимир Егоров, Н. Галустьян
- Композитор: Николай Крюков
- Монтажёр: Людмила Печиева

## История создания
Как вспоминала Анастасия Зуева, картину необходимо было закончить в максимально сжатые сроки, режиссёру отвели не более одного-полутора месяцев. Приходилось работать и днём, и ночью, но, несмотря на это, на съёмках царила «вдохновенная творческая атмосфера», актёры играли с удовольствием. «Да ведь играть Чехова без душевного подъёма невозможно».
6 июля 1944 года, за неделю до выхода «Юбилея» на экраны, состоялось обсуждение фильма на худсовете. Режиссёры Михаил Ромм и Всеволод Пудовкин в целом положительно оценили картину, отметив ряд композиционных недостатков, связанных с тем, что снимали без репетиций. В частности, экспозиция и финал, по их мнению, вышли слишком затянутыми, из-за чего задуманные как комедийные эпизоды не работали (позднее они были сокращены).
Их замечания касались и других сцен, которым советовали придать бо́льшую динамику «не путём приближения отдельных вещей к Чехову, а внутри диалога мизасценами и кадровкой». Так по совету Пудовкина монолог героини Андровской, снятой крупным планом, был разбавлен сценами страданий Хирина.
Ромм настоятельно рекомендовал убрать эпизод с квартирой Хирина и финальную овацию при выходе актёров на поклон («последнюю нужно изъять хотя бы из соображений скромности)». Это было также проделано режиссёром, в итоге картина вышла ещё короче.

## Отзывы
Как писал киновед Ростислав Юренев, несмотря на то, что юбилей Чехова выпал на тяжёлый военный год, он был отмечен сразу двумя экранизациями:
На Мосфильме, начинающем оживать после эвакуации, В. Петров поставил «Юбилей», заняв во всех основных ролях артистов МХАТа... а на Тбилисской студии И. Анненский поставил «Свадьбу», пригласив русских театральных и кинематографических мастеров. Первый фильм при отменной актёрской игре оказался несколько вялым, академичным, а второй, несмотря на бледность и неизобретательность режиссуры, дал множество великолепных актёрских работ.
Михаил Ромм счёл игру Анастасии Зуевой слишком медлительной и статичной. С этим, однако, поспорил Всеволод Пудовкин, по мнению которого весь актёрский ансамбль был на высоте, включая Зуеву, из которой «получилась мучительная зануда. Она ревёт с хорошей методичностью и всю роль ведёт в этом плане». Пудовкин отметил органичность театральных мастеров на большом экране. «Тонкие качества актёра, умные глаза не уберёшь, и сыграть глупость в кинематографе труднее, чем в театре».
Многие выдающиеся советские актёры играли в чеховских водевилях, некоторые постановки экранизированы, и мы можем любоваться блеском мастерства О. Андровской и М. Жарова («Медведь»), В. Станицина, В. Топоркова, О. Андровской, А. Зуевой («Юбилей»), прекрасным ансамблем актёров-исполнителей «Свадьбы».